# 城巴N26線
城巴N26線是香港的一條通宵巴士路線，來往東涌站及油塘。

## 歷史
- 1999年12月20日：配合機場通宵路線重組而投入服務，初時由廣田邨單程往東涌站
- 2000年8月14日：增設深夜往廣田邨的回程服務，來回程並繞經竹園邨
- 2003年4月22日：延長至油塘
- 2017年12月15日：增設實時抵站時間查詢服務。[1]

## 服務時間（詳細班次）
- 每日東涌站開：00:20
- 每日油塘開：04:30、05:00、05:25

## 收費
全程：$23.8（機場員工優惠票價：$20.7）
- 青嶼幹線巴士轉乘站往油塘：$20.7
- 畢架山花園往油塘：$12.4
- 牛池灣街市往油塘：$8.3
- 青嶼幹線巴士轉乘站往東涌站：$13.5
- 過北大嶼山公路後往東涌站：$5.3

| - 本線設有12歲以下小童及65歲或以上長者半價優惠。 - 65歲或以上香港居民使用「樂悠咭」，以及12歲以下合資格殘疾兒童使用「殘疾人士身份」個人八達通繳付車資，均可享有每程$2.0或半價（以較低者為準）的票價優惠；12至64歲合資格殘疾人士使用「殘疾人士身份」個人八達通（包括「樂悠咭」），以及60至64歲香港居民使用「樂悠咭」繳付車資，均可享有每程$2.0或全費（以較低者為準）的票價優惠。 - 65歲或以上長者如使用長者或一般個人八達通繳付車資，則只可享有半價優惠；12至64歲合資格殘疾人士如不使用「殘疾人士身份」個人八達通，以及60至64歲人士如不使用「樂悠咭」繳付車資，必須繳付全費。 - 乘客可以現金或八達通於上車時付款，不設找續。 - 每位成人乘客可免費攜帶最多兩名4歲以下而不佔座位的兒童乘客乘車，超額之4歲以下小童必須繳付小童車費乘車。 - 九龍巴士、城巴及龍運巴士全職員工及家屬（不包括外判職員）可免費乘搭本路線，惟必須拍職員或職員家屬八達通。 - 乘客亦可使用AlipayHK「易乘碼」、支付寶、 WeChatHK／微信支付「搭車碼」、銀聯雲閃付「乘車碼」及BOC Pay「乘車碼」、具有感應式支付功能的VISA、Mastercard及銀聯卡，以及Apple Pay、Google Pay及Samsung Pay流動支付平台繳付車資。使用此支付方式的乘客可享有中途下車之分段收費，以及與其他城巴獨營路線或聯營線城巴班次之轉乘優惠，惟不適用於與非城巴路線之轉乘優惠。使用此支付方式的乘客亦不能享有「公共交通費用補貼計劃」及「長者及合資格殘疾人士公共交通票價優惠計劃」。 |

## 行車路線
東涌站開經：達東路、順東路、赤鱲角南路、駿坪路、駿運路、駿運路交匯處、航膳東路、駿運路交匯處、觀景路、東岸路、機場路、暢連路、機場（地面運輸中心）巴士總站、暢連路、暢達路、機場北交匯處、機場路、機場南交匯處、機場路、北大嶼山公路、青嶼幹線、青衣西北交匯處、長青公路、長青隧道、青葵公路、支路、呈祥道、龍翔道、馬仔坑道、竹園道、雅竹街、黃大仙道、沙田坳道、鳳德道、龍蟠街、大磡道、龍翔道、清水灣道、新清水灣道、順清街、順景街、利安道、順安道、秀茂坪道、秀明道、曉光街、秀茂坪道、天橋、連德道、碧雲道、高超道、欣榮街、茶果嶺道及高超道。
油塘開經：高超道、碧雲道、連德道、天橋、秀茂坪道、曉光街、秀明道、秀茂坪道、順安道、順天巴士總站、利安道、新清水灣道、清水灣道、龍翔道、蒲崗村道、鳳德道、沙田坳道、黃大仙道、雅竹街、竹園道、龍翔道、呈祥道、支路、青葵公路、長青隧道、長青公路、青衣西北交匯處、青嶼幹線、北大嶼山公路、機場路、暢連路、暢達路、機場北交匯處、機場路、機場南交匯處、機場路、東岸路、觀景路、駿明路、觀景路、駿運路交匯處、航膳東路、駿運路交匯處、駿運路、駿坪路、赤鱲角南路、順東路及達東路。

### 沿線車站

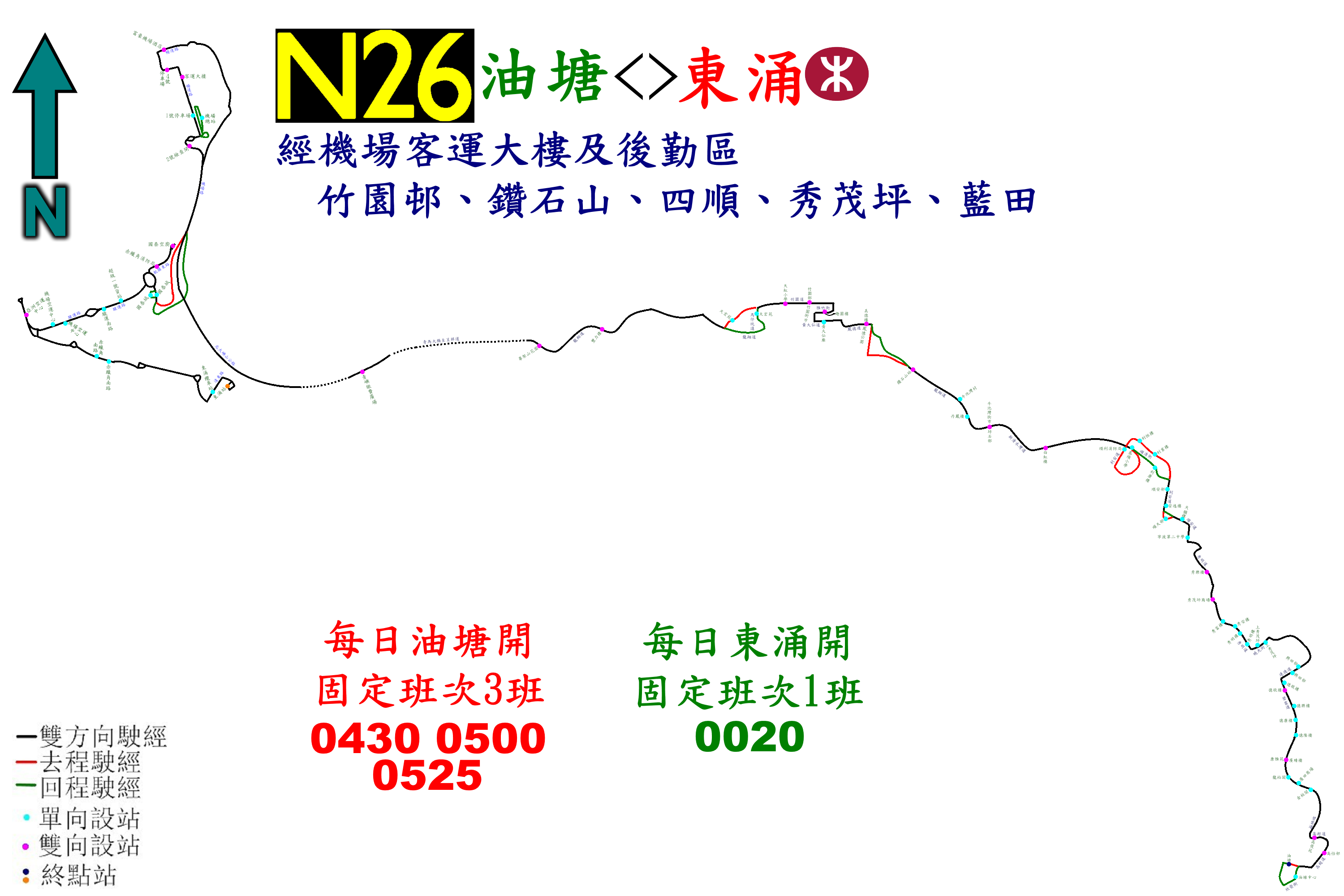
此線的走線圖

| 東涌站開 | 東涌站開             | 東涌站開                     | 油塘開 | 油塘開             | 油塘開             |
| 序號     | 車站名稱             | 位置                         | 序號   | 車站名稱           | 位置               |
| -------- | -------------------- | ---------------------------- | ------ | ------------------ | ------------------ |
| 1        | 東涌站               | 東涌站巴士總站               | 1      | 油塘               | 油塘公共運輸交匯處 |
| 2        | 赤鱲角南路           | 赤鱲角南路                   | 2      | 高怡邨             | 高超道             |
| 3        | 亞洲空運中心         | 駿坪路                       | 3      | 高俊苑             | 高超道             |
| 4        | 機場空運中心         | 駿運路                       | 4      | 康柏苑金柏閣       | 碧雲道             |
| 5        | 香港空運貨站         | 駿運路                       | 5      | 康柏苑龍柏閣       | 碧雲道             |
| 6        | 赤鱲角消防局         | 航膳東路                     | 6      | 康雅苑             | 碧雲道             |
| 7        | 國泰空廚             | 航膳東路                     | 7      | 德田邨德康樓       | 碧雲道             |
| 8        | 國泰城               | 觀景路                       | 8      | 德田邨德敬樓       | 碧雲道             |
| 9        | 二號檢查閘           | 暢連路                       | 9      | 興田邨             | 連德道             |
| 10       | 機場（地面運輸中心） | 機場（地面運輸中心）巴士總站 | 10     | 上秀茂坪           | 曉光街             |
| 11       | 一號客運大樓（北）   | 暢達路                       | 11     | 秀茂坪邨秀明樓     | 秀明道             |
| 12       | 富豪機場酒店         | 暢達路                       | 12     | 秀茂坪邨秀富樓     | 秀明道             |
| 13       | 青嶼幹線巴士轉乘站   | 北大嶼山公路                 | 13     | 秀茂坪商場         | 秀明道             |
| 14       | 畢架山花園           | 龍翔道                       | 14     | 秀茂坪邨秀樂樓     | 秀明道             |
| 15       | 豐力樓               | 龍翔道                       | 15     | 寧波第二中學       | 順安道             |
| 16       | 天宏苑               | 馬仔坑道                     | 16     | 順天邨             | 順天巴士總站       |
| 17       | 浸信會天虹小學       | 竹園道                       | 17     | 順安邨             | 利安道             |
| 18       | 竹園邨               | 竹園邨巴士總站               | 18     | 順利邨利業樓       | 利安道             |
| 19       | 竹園南邨趣園樓       | 雅竹街                       | 19     | 順利邨利恒樓       | 利安道             |
| 20       | 美德樓               | 鳳德道                       | 20     | 順利消防局         | 利安道             |
| 21       | 鑽石山站             | 大磡道                       | 21     | 彩雲邨白虹樓       | 新清水灣道         |
| 22       | 牛池灣村             | 龍翔道                       | 22     | 坪石邨             | 坪石公共運輸交匯處 |
| 23       | 牛池灣街市           | 清水灣道                     | 23     | 彩虹邨丹鳳樓       | 龍翔道             |
| 24       | 彩雲邨白虹樓         | 新清水灣道                   | 24     | 鑽石山站           | 龍翔道             |
| 25       | 基順學校             | 新清水灣道                   | 25     | 鳳德公園           | 鳳德道             |
| 26       | 順利邨利康樓         | 順清街                       | 26     | 黃大仙廟           | 黃大仙道           |
| 27       | 順安邨安逸樓         | 利安道                       | 27     | 竹園南邨趣園樓     | 雅竹街             |
| 28       | 順天邨天韻樓         | 順安道                       | 28     | 竹園街市           | 竹園道             |
| 29       | 秀茂坪邨秀樂樓       | 秀明道                       | 29     | 浸信會天虹小學     | 竹園道             |
| 30       | 秀茂坪商場           | 秀明道                       | 30     | 天宏苑             | 竹園道             |
| 31       | 秀茂坪邨秀安樓       | 秀明道                       | 31     | 豐力樓             | 龍翔道             |
| 32       | 秀茂坪邨秀明樓       | 秀明道                       | 32     | 畢架山花園         | 龍翔道             |
| 33       | 上秀茂坪             | 曉光街                       | 33     | 青嶼幹線巴士轉乘站 | 北大嶼山公路       |
| 34       | 興田邨               | 連德道                       | 34     | 二號檢查閘         | 暢連路             |
| 35       | 德田邨德敬樓         | 碧雲道                       | 35     | 一號停車場         | 暢達路             |
| 36       | 德田邨德樂樓         | 碧雲道                       | 36     | 一號客運大樓（北） | 暢達路             |
| 37       | 德田邨德隆樓         | 碧雲道                       | 37     | 富豪機場酒店       | 暢達路             |
| 38       | 廣田邨廣靖樓         | 碧雲道                       | 38     | 國泰城             | 駿明路             |
| 39       | 廣田商場             | 碧雲道                       | 39     | 赤鱲角消防局       | 航膳東路           |
| 40       | 高俊苑               | 高超道                       | 40     | 國泰空廚           | 航膳東路           |
| 41       | 高怡邨               | 高超道                       | 41     | 駿運南路           | 駿運路             |
| 42       | 油塘中心             | 欣榮街                       | 42     | 機場空運中心       | 駿運路             |
| 43       | 油塘                 | 油塘公共運輸交匯處           | 43     | 亞洲空運中心       | 駿坪路             |
|          |                      |                              | 44     | 赤鱲角南路         | 赤鱲角南路         |
| 45       | 東涌纜車站           | 達東路                       |        |                    |                    |
| 46       | 東涌站               | 東涌站巴士總站               |        |                    |                    |

## 外部連結
- Allnight Citybus Route 城巴通宵路線－N26 （页面存档备份，存于）

1. ↑  城巴有限公司、新世界第一巴士服務有限公司，〈http://www.nwstbus.com.hk/tc/uploadedPressRelease/10407_15122017_ETA_chi.pdf （页面存档备份，存于） 新巴城巴擴展實時抵站時間服務至74條路線〉［新聞稿］，2017年12月15日。